# صومعه زویرین

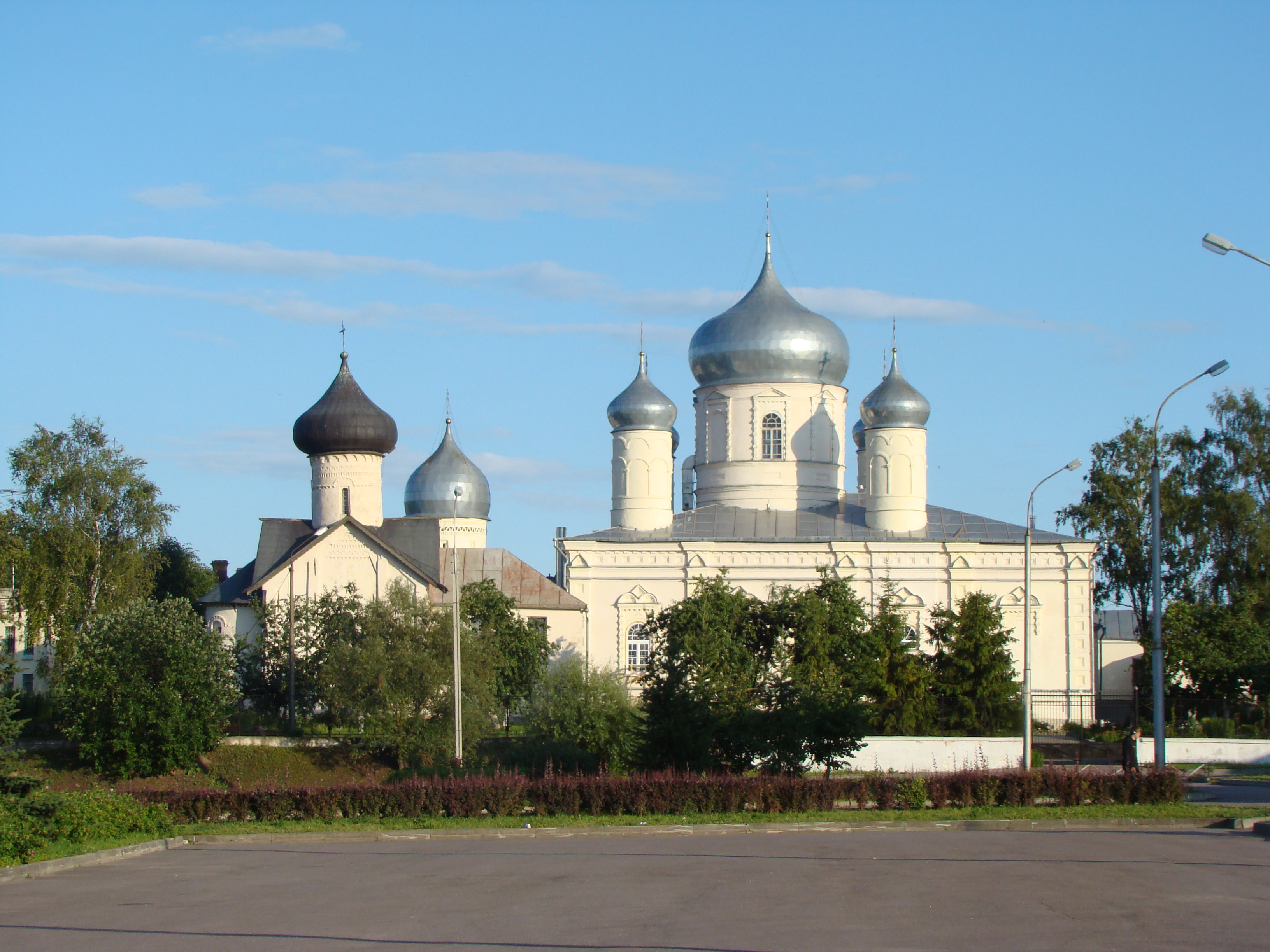
صومعه زویرین

صومعه زویرین صومعه‌ای در ولیکی نووگورود است که در ساحل چپ رود ولخوف، شمال کرملین نووگورود واقع شده است. این یکی از قدیمی‌ترین صومعه‌های روسیه است که قبل از قرن دوازدهم تأسیس شده است.
صومعه زویرین به عنوان بخشی از شیء ۶۰۴ بناهای تاریخی نووگورود و پیرامون آن در فهرست سایت‌های میراث جهانی قرار دارد. این ساختمان به عنوان یک اثر معماری با اهمیت فدرال تعیین شده است .